# Паук-Нуар
«Пау́к-Нуа́р» (англ. Spider-Noir) — будущий американский сериал, разрабатываемый Ореном Узиэлем и Стивом Лайтфутом по мотивам комиксов Marvel Comics о Человеке-пауке Нуар. Станет первым сериалом в рамках франшизы «Вселенная Человека-паука от Sony». Производство осуществляют Sony Pictures Television, Lord Miller, Pascal Pictures и Amazon MGM Studios. Роль Человека-паука Нуар сыграет Николас Кейдж.
О разработке сериала и участии в ней Узиэля стало известно в феврале 2023 года. Латфут присоединился к созданию проекта в декабре. В мае 2024 года сериал обзавёлся названием «Нуар», а Кейдж получил главную роль. В июле того же года заголовок был изменён на «Паук-Нуар». Съёмки начались в августе 2024 года в Лос-Анджелесе и продлятся до февраля 2025 года.
Релиз сериала состоится в начале 2026 года на платформе MGM+.

## Сюжет
«Паук-Нуар» повествует о стареющем частном детективе, некогда единственным супергероем Нью-Йорка, который сталкивается с некими проблемами, затрагивающими его прошлое. События сериала разворачиваются в 1930-х годах.

## В ролях
- Николас Кейдж — Человек-паук Нуар: пожилой, измождённый вариант Человека-паука, живущий в альтернативной реальности; частный детектив и супергерой Нью-Йорка 1930-х годов[1][2];
- Ламорн Моррис — Робби Робертсон: трудолюбивый журналист, пишущий сенсационные сюжеты, чтобы заполучить признание и продвинуться по карьерной лестнице[3];
- Брендан Глисон[4].

## Производство

### Разработка
В феврале 2023 года стало известно, что Sony Pictures Television разрабатывает сериал, посвящённый Человеку-пауку Нуар, для MGM+ и Amazon Studios. Орен Узиэль стал исполнительным продюсером и сценаристом проекта; также сериал разрабатывают Фил Лорд, Кристофер Миллер и Эми Паскаль. В декабре Amazon пригласил Стива Лайтфута на должности со-шоураннера и исполнительного продюсера вместе с Узиэлем; Латфуд также является шоураннером сериала Netflix «Каратель» (2017—2019). Amazon официально заказал сериал в мае 2024 года и дал ему заголовок «Нуар», а Гарри Брэдбир получил должность режиссёра и исполнительного продюсера первых двух серий. Производится компаниями Sony Pictures Television, Lord Miller, Pascal Pictures и Amazon MGM Studios.

### Сценарий
Действие «Паука-Нуар» происходит в альтернативном Нью-Йорке 1930-х годов; президент Sony Pictures Television Кэтрин Поуп отметила, что сериал переосмыслит Человека-паука Нуар и введёт его в медиафраншизу «Вселенная Человека-паука от Sony». Напротив, журнал Variety заявил, что сюжет развернётся в отдельной реальности, а Человеком-пауком Нуар будет не Питер Паркер. В мае 2023 года производство сериала было приостановлено из-за забастовки Гильдии сценаристов Америки, которая началась в начале того же месяца.

### Кастинг
В мае 2023 года Фил Лорд и Кристофер Миллер заявили, что Николас Кейдж имеет шансы воплотить Человека-паука Нуар в сериале, поскольку ранее он озвучивал персонажа в анимационном фильме Sony «Человек-паук: Через вселенные» (2018). В феврале 2024 года Кейдж вёл переговоры и в мае получил главную роль в проекте. В июле 2024 года Ламорн Моррис присоединился к актёрскому составу сериала в роли Робби Робертсона, в то время как Брендану Глисону досталась роль злодея.

### Съёмки
Съёмки сериала стартовали в августе 2024 года в американском городе Лос-Анджелесе под рабочим названием Old Fashioned (с англ. — «Старомодный») и продлятся до февраля 2025 года.

## Релиз
Сериал «Паук-Нуар» выйдет в начале 2026 года в США на платформе MGM+, а также будет доступен на Amazon Prime Video.